# エクストリームノベル
エクストリームノベル（익스트림 노벨、Extreme Novel）は、韓国の鶴山文化社が出版するライトノベルレーベルの1つ。鶴山文化社の企画単行本編集部が担当している。省略してX-novel（엑스노벨）と呼ぶ。このレーベル内で出版されていた女性向けの小説は同出版社のメイクイーンノベルに移された。

## 作品リスト

### 刊行中
このリストは2009年3月11日までに刊行された作品を含みます。
- ROOM NO.1301《Room No.1301》 (1 - 9巻)
- 鋼の錬金術師《강철의 연금술사》 (1 - 5巻)
- 嘘つきみーくんと壊れたまーちゃん《거짓말쟁이 미 군과 고장 난 마짱》 (1 - 3巻)
- 七姫物語《나나히메》 (1 - 4巻)
- 乃木坂春香の秘密《노기자카 하루카의 비밀》 (1 - 8巻)
- 狼と香辛料《늑대와 향신료》 (1 - 9巻)
- D.C.P.C. 〜ダ・カーポ〜 プラスコミュニケーション《다카포 플러스 커뮤니케이션》 (1 - 2巻)
- 東京アンダーグラウンド《도쿄 언더그라운드》 (1 - 4巻)
- ラブひな《러브 인 러브》 (1 - 2巻)
- レンタルマギカ《렌탈 마법사》 (1 - 14巻)
- ムシウタ《무시우타》 (1 - 10巻、外伝 1巻)
- “文学少女”シリーズ《문학소녀 시리즈》 (1 - 7巻)
- 韓国オリジナル 최유리《붉은 꽃》（チェ・ユリ『赤い花』） (1 - 2巻)
- 桜色BUMP《사쿠라 Bump》 (1 - 4巻)
- 先輩とぼく《선배와 나》 (1 - 5巻)
- 戦う司書シリーズ《싸우는 사서 시리즈》 (1 - 4巻)
- アキカン!《아키칸!》 (1 - 3巻)
- アンダカの怪造学《안다카의 괴조학》 (1 - 4巻)
- よくわかる現代魔法《알기쉬운 현대마법》 (1巻)
- 我が家のお稲荷さま。《우리 집의 여우신령님》 (1 - 7巻)
- 吉永さんちのガーゴイル《요시나가 씨 댁의 가고일》 (1 - 8巻)
- 煉󠄁獄のエスクード《연옥의 에스쿠드》 (1 - 3巻)
- 呪の血脈《저주의 혈맥》(全1巻) - 加門七海作
- 電波的な彼女《전파적 그녀》 (1 - 3巻)
- かりん増血記《카린 증혈기》 (1 - 6巻)
- 紅《쿠레나이》 (1 - 4巻)
- とらドラ!《토라도라!》 (1 - 7巻、外伝 1巻)
- プラトニック・チェーン《플라토닉 체인》 (1巻)
- 学校を出よう!《학교를 나가자!》 (1 - 5巻)
- 学校の階段《학교의 계단》 (1 - 5巻)
- 平井骸惚此中ニ有リ《히라이 가이코츠의 추리노트》(1 - 4巻)

### 完結
- .hack//Another Birth もうひとつの誕生《.hack//Another Birth》 (1 - 4巻)
- .hack//AI buster《.hack//AI buster》 (1 - 2巻)
- All You Need Is Kill《All You Need Is Kill》 (全1巻)
- BOYS BE…《Boys be...》 (1 - 3巻)
- Dクラッカーズ《D크랙커즈》 (1 - 8巻)
- 空の境界《공의 경계》 (上下巻)
- 機動戦士ガンダムSEED《기동전사 건담 SEED》 (1 - 5巻)
- ご愁傷さま二ノ宮くん《니노미야군에게 애도를》 (1 - 10巻)
- 憐 Ren《렌 Ren》 (1 - 4巻)
- 護くんに女神の祝福を!《마모루 군에게 여신의 축복을!》 (1 - 12巻)
- 扉の外《문의 바깥》 (1 - 3巻)
- 半分の月がのぼる空《반쪽 달이 떠오르는 하늘》 (1 - 8巻)
- ヴァーチャル・ビースト《버츄얼 비스트》 (全1巻) - 藤木稟作
- スクールランブル《스쿨럼블》 (全1巻)
- スチームボーイ《스팀보이》 (全1巻)
- わたしたちの田村くん《우리들의 타무라》 (1 - 2巻)
- 銀盤カレイドスコープ《은반 컬라이더스코프》 (1 - 9巻)
- お留守バンシー《집 지키는 반시》 (1 - 4巻)
- キリサキ《키리사키》 (全1巻) - 田代裕彦作
- 吸血鬼のおしごと《흡혈귀의 일상생활》 (1 - 7巻)